# Reckenricht
Reckenricht ist ein Gemeindeteil des Marktes Allersberg im Landkreis Roth (Mittelfranken, Bayern). Reckenricht liegt in der Gemarkung Altenfelden.

## Lage
Der Weiler liegt inmitten einer Waldlichtung. Ein Anliegerweg führt zur Staatsstraße 2402 (1,3 km nördlich).

## Geschichte
Reckenricht wurde 1166 erstmals urkundlich belegt.
Gegen Ende des 18. Jahrhunderts gab es in Reckenricht zwei Anwesen. Das Hochgericht, Niedergericht und die Dorf- und Gemeindeherrschaft übte das pfalz-neuburgische Landgericht Allersberg aus. Grundherr der beiden Anwesen war das deutschordische Pflegamt Postbauer.
Im Rahmen des Gemeindeedikts (frühes 19. Jahrhundert) wurde Reckenricht dem Steuerdistrikt Allersberg und der Ruralgemeinde Eppersdorf zugewiesen, die nach 1820 in die Gemeinde Altenfelden eingegliedert wurde. Am 1. Juli 1971 erfolgte im Zuge der Gebietsreform in Bayern die Eingemeindung nach Allersberg.

### Einwohnerentwicklung
| Jahr      | 001818 | 001836 | 001861 | 001871 | 001885 | 001900 | 001925 | 001950 | 001961 | 001970 | 001987 |
| Einwohner | 22     | 15     | 19     | 15     | 15     | 11     | 18     | 23     | 22     | 20     | 25     |
| Häuser    | 4      | 2      |        |        | 3      | 3      | 3      | 3      | 4      |        | 9      |
| Quelle    | [ 10 ] | [ 11 ] | [ 12 ] | [ 13 ] | [ 14 ] | [ 15 ] | [ 16 ] | [ 17 ] | [ 18 ] | [ 19 ] | [ 1 ]  |

## Religion
Reckenricht ist römisch-katholisch geprägt und bis heute nach Mariä Himmelfahrt (Allersberg) gepfarrt. Die Einwohner evangelisch-lutherischer Konfession gehören zur Christuskirche (Allersberg).